# Centroclisis lineata
Centroclisis lineata is een insect uit de familie van de mierenleeuwen (Myrmeleontidae), die tot de orde netvleugeligen (Neuroptera) behoort. 
Centroclisis lineata is voor het eerst wetenschappelijk beschreven door Navás in 1914.